# Butterfly (bài hát của Mariah Carey)
"Butterfly" là bài hát được sáng tác, sản xuất bởi nữ ca sĩ người Mỹ Mariah Carey và Walter Afanasieff cho album thứ 7 của cô Butterfly (1997). Đây là bản ballad kết hợp với yếu tố pop và gospel, nhưng thoạt tiên Carey lại nghĩ nó giống một bản thu âm nhạc house hơn dưới cái tên "Fly Away (Butterfly Reprise)" của David Morales. Sau khi nhận thấy tính riêng tư bên trong ca từ và họ sẽ đưa chúng vào Butterfly thế nào, cô quyết định viết "Butterfly" với Afanasieff. Carey diễn giải về lời bài hát "Đó là năm 97 và tôi vừa tự do khỏi cuộc hôn nhân [cùng Tommy Mottola] mà cứ vây lấy đời mình. Tôi đã viết 'Butterfly' và ước rằng đó sẽ là điều anh ta nói với chính tôi".
Đây là đĩa đơn thứ hai của album, phát hành vào năm 1997. Nó đã không xuất hiện trên U.S. Billboard Hot 100 vì không phải là đĩa phát hành thương mại tại Mỹ; tạp chí Billboard lúc đó quy định chỉ bài hát có sự phát hành thương mại mới được phép vào Hot 100. Ca khúc chỉ thành công bình thường trên các bảng xếp hạng như Rhythmic Airplay Chart, Hot Adult Contemporary Tracks và Top 40 Mainstream, đứng thứ 16 trên Billboard's Hot 100 Airplay. Bên ngoài nước Mỹ, thành công của "Butterfly" không thể theo kịp đĩa đơn đầu "Honey" khi chỉ đạt hạng 22 ở Anh và 27 ở Australia,. Tại Pháp và Đức, đĩa này nằm dưới top 40.
"Butterfly" được đề cử cho Trình diễn giọng pop nữ xuất sắc nhất trong Grammy Award 1998, nhưng rốt cuộc thuộc về "Building a Mystery" của Sarah McLachlan.

## Video
Video này do Daniel Pearl đồng đạo diễn với Carey, lấy cảm hứng từ vở kịch Baby Doll của Tennessee Williams và từ giấc mơ của chính cô. Nó bắt đầu với một người đàn ông rời khỏi ngôi nhà mà Carey ở bên trong, và sau đó cô đi lang thang qua cánh rừng cùng con ngựa.

## Dạng đĩa và danh sách bài hát
European CD single
1. "Butterfly"
2. "Fly Away" (Butterfly reprise) (Fly Away Club Mix)

Japanese CD single
1. "Butterfly"
2. "The Roof"
3. "The Roof" (Mobb Deep Mix)

Australian CD maxi-single
1. "Butterfly"
2. "Fly Away" (Butterfly Reprise)
3. "Fly Away" (Butterfly Reprise) (Fly Away Club Mix)
4. "Fly Away" (Butterfly Reprise) (Def 'B' Fly Mix)
5. "Honey" (Morales Dub)

European CD maxi-single #1
1. "Butterfly"
2. "Fly Away" (Butterfly Reprise)
3. "Fly Away" (Butterfly Reprise) (Fly Away Club Mix)
4. "Fly Away" (Butterfly Reprise) (Def 'B' Fly Mix)

European CD maxi-single #2
1. "Butterfly"
2. "Fly Away" (Butterfly Reprise)
3. "Fly Away" (Butterfly Reprise) (Fly Away Club Mix)
4. "The Roof" (Mobb Deep Mix)

European CD maxi-single #3
1. "Butterfly"
2. "One Sweet Day" (Live)
3. "Hero" (Spanish Version)
4. "Without You"

## Bảng xếp hạng
| Bảng xếp hạng (1997)                         | Vị trí cao nhất |
| -------------------------------------------- | --------------- |
| Australian Singles Chart                     | 27              |
| Dutch Singles Chart                          | 52              |
| European Singles Chart                       | 61              |
| French Singles Chart                         | 43              |
| German Singles Chart                         | 76              |
| New Zealand Singles Chart                    | 15              |
| Swedish Singles Chart                        | 24              |
| UK Singles Chart                             | 22              |
| U.S. Billboard Hot 100 Airplay               | 16              |
| U.S. Billboard Hot Adult Contemporary Tracks | 11              |
| U.S. Billboard Hot Dance Club Play           | 13              |